# Людина з планети Ікс
«Людина з планети Ікс» (англ. The Man from Planet X) — американський фантастичний фільм жахів 1951 року, поставлений режисером Едгаром Джорджем Улмером.

## Сюжет
Журналіст із Лос-Анджелеса Джон Лоренс приїжджає на шотландський острів Беррі, де живе професор Елліот, який відкрив у Сонячній системі невідому раніше планету Ікс, яка через кілька десятків годин наблизиться до Землі. Обладнавши під свої потреби стародавню вежу, що багато століть тому оберігала місцевих жителів від навал вікінгів, Елліот веде спостереження за планетою разом з доктором Мірзом, людиною жадібною до влади і грошей, якого Лоренс відкрито зневажає: на його думку, Мірз дивом вислизнув від правосуддя й повинен відсидіти у в'язниці як мінімум років двадцять). Енід, донька Елліота, — подругу дитинства Лоренса. Вночі вона їде по туманній рівнині, потрапляє в аварію і знаходить дивну капсулу у формі підводного дзвону, за склом якої бачить страшне обличчя. Вона прибігає до батька й розповідає йому про дивну подію, і той негайно пов'язує його з наближенням планети Ікс. Елліот і Лоренс прямують до космічного корабля, звідки виходить низькорослий людиноподібний чужопланетянин і боязливо погрожує їм револьвером. Незабаром він слабшає, і Лоренсу доводиться підкрутити ручку його кисневої маски, щоб він знову зміг дихати. Чужопланетянин вдячний, зовні виражає готовність до співпраці і йде за чоловіками у вежу. Мірз хоче встановити з ним контакт за допомогою геометрії і просить залишити їх наодинці. Налагодивши спілкування з чужопланетянином, він накидається на нього, щоб силою видерти наукові таємниці. У подальші години Енід, Мірз, Елліот і ще два місцеві жителі зникають. Чужопланетянин викрав, приборкав і зомбував їх за допомогою яскравого променя космічного корабля. Оскільки телефонна лінія обірвана, місцевий поліцейський оптичним телеграфом просить екіпаж корабля, що пропливає повз, попередити Скотленд-Ярд. На острів приїжджають два інспектори. До цього часу інші жителі села теж стали «рабами» інопланетянина. Інспектори хочуть підключити армію. У Лоренса є інша пропозиція, але йому дають час лише до 11-ї години вечора, оскільки опівночі планета Ікс, чиїм мешканцям загрожує загибель від переохолодження, наблизиться впритул до Землі і, ймовірно, почне вторгнення. Лоренсу вдається звільнити усіх зомбованих полонених з космічного корабля, по якому військові готувалися вдарити з гранатомета. Мірз хоче повернутися на корабель, але гине. Корабель вибухає разом з пілотом. Траєкторія планети Ікс проходить дуже близько від Землі, але планети розходяться. Лоренс говорить, що краще зберегти інформацію про ці події в таємниці. Він знову зустрінеться з Енид у Каліфорнії.

## У ролях
| • Роберт Кларк    | … | Джон Лоренс                                             |
| • Маргарет Філд   | … | Енід Елліот                                             |
| • Реймонд Бонд    | … | професор Елліот                                         |
| • Вільям Шаллерт  | … | доктор Мірз                                             |
| • Рой Енджел      | … | поліцейський                                            |
| • Чарлз Девіс     | … | Джорді                                                  |
| • Гілберт Фоллмен | … | інспектор Портер                                        |
| • Том Дейлі       | … | Донал, шукач                                            |
| • Франклін Фарнум | … | сержант Ферріс, помічник Портера (в титрах не вказаний) |

## Виробництво
«Людина з планети Ікс» є першим науково-фантастичним фільмом Едгара Дж. Улмера, знятий ним впродовж шести днів при мізерному бюджеті на студії Гела Роуча в Калвер-Сіті в декораціях, побудованих для фільму Віктора Флемінга «Жанна д'Арк» (англ. Joan of Arc).

### Знімальна група
- Автори сценарію — Обрі Вайсберг, Джек Поллексфен
- Режисер-постановник — Едгар Джордж Улмер
- Продюсери — Обрі Вайсберг, Джек Поллексфен
- Асоційований продюсер — Ільзе Лан
- Оператор — Джон Л. Расселл
- Композитор — Чарльз Кофф
- Монтаж — Фред Р. Фейтшанс молодший
- Артдиректор — Анджело Сьбієтта, Байрон Вріленд
- Звук — Джоель Мосс, Вільям Рендалл
- Спеціальні ефекти — Енді Андерсон, Говард Вікс